# 고양이신 팔백만
《고양이신 팔백만》(일본어: 猫神やおよろず 네코가미 야오요로즈[*])은 FLIPFLOPs 작품의 일본의 만화이다. 아키타 쇼텐의 《챔피언 RED 이치고》를 통해 2007년 2월호부터 연재되고 있다.
2009년, EDGE RECORDS를 통해 드라마CD화되었다. 2010년 12월 1일에 텔레비전 애니메이션화가 결정되어 2011년 7월부터 9월까지 AT-X 등의 방송사를 통해 방영되었다.

## 줄거리
21세기, 신령이 많이 있다. 고양이신 마유와 신계의 동료들이 겪는 코미디.

## 애니메이션
2011년 7월부터 AT-X와 지바 TV 등의 방송사를 통해 방영되었다. 대한민국에서는 애니플러스가 일본어 음성에 한국어 자막을 덧씌운 채로 방영되었다.

### 제작진
- 원작 - FLIPFLOPs
- 감독 - 사쿠라이 히로아키
- 시리즈 구성 - 마치다 토코
- 각본 - 마치다 토코, 콘파루 토모코, 타카하시 타츠야, 요코타니 마사히로
- 캐릭터 디자인·총 작화감독 - 와타나베 아츠코
- 소품 디자인 - 니노 료타
- 미술감독 - 타무라 요미히로
- 색채 설계 - 우루시도 사치코
- 컴포지션 디렉터 - 이마이즈미 히데키
- 편집 - 사쿠라이 타카시
- 음악 - 아베 준, 무토 세이지
- 음향감독 - 에비나 야스노리
- 애니메이션 제작 - AIC PLUS+
- 제작 - 《고양이신 팔백만》 제작위원회 (마벨러스 엔터테인먼트, 포니 캐니언, AIC, 아키타 쇼텐, AT-X, 소츠, 란티스)

### 주제가
오프닝 테마 〈신님과 같이〉(神サマといっしょ)
작사 - 코다마 사오리 / 작·편곡 - 야마모토 유스케
노래 - 마유 (성우 - 토마츠 하루카) & 유즈 (성우 - 호리에 유이)
엔딩 테마 "Oh My God♥"
작사 - Tomoko Kawase / 작·편곡 - Shunsaku Okuda(the brilliant green)
노래 - 토마츠 하루카